# 戈戈舒鄉 (梅赫丁茨縣)
44°22′48″N 22°34′48″E / 44.38000°N 22.58000°E
戈戈舒鄉（羅馬尼亞語：Comuna Gogoșu, Mehedinți），是羅馬尼亞的鄉份，位於該國西南部，由梅赫丁茨縣負責管轄，面積76平方公里，海拔高度72米，2007年人口4,430，人口密度每平方公里58人。